# Патрік Гельмес
Патрік Гельмес (нім. Patrick Helmes, * 1 березня 1984, Кельн, ФРН) — німецький футболіст, нападник.

## Футбольна біографія
Патрік Гельмес народився в місті Кельн в футбольній сім'ї, його батько Уве Гельмес (Uwe Helmes) був футболістом (виступав в командах Бундесліги та Бундесліги 2). Уве Гельмес був відомим футболістом землі Зіґен, вся їх родина бере коріння відти, саме там й розпочав свої дитячо-юначфі футбольні кроки Патрік, який виступав за команди: «TuS Alchen» (1989—1991), «SpVgg Bürbach» (1991—1992). А вже з 1992 по 1997 роки його взяли до молодіжного складу «Спортфройнде Зіґен» (Sportfreunde Siegen) — головної команди землі Зіґен. Там хлопчина успішно виступав, що його запримітили тренери з «Кельна» й в 1997 році він попробівав свої сили в молодіжному складі «1 ФК Кельн». Провівши 3 сезони в цій команді — Патрік не зумів себе суттєво зарекомендувати, тому в 2000 році повернувся до рідного Зіґена, виступаючи за його юнацьку команду.

### Період в «Спортфройнде Зіґен»
Повернення 16-річного юнака з Кельна з рекомендацією «відсутні фізичні кондиції» могло підкосити його характер, та підтримка одноклубників й його батька сприяли швидкому його фізичному та технічному зросту. Разом з Патріком прогресувала його команда «Спортфройнде Зіґен» (Sportfreunde Siegen), в основі якої закріпився цей талановитий юнак. І вже в сезоні 2004/2005 команда з Зіґена перемогла в своїй регіональній лізі й пробилася до Другої Бундесліги, а найкращим її бомбардиром став Патрік Гельмес.

### Період «1 ФК Кельн»
Бомбардирський успіх в сезоні 2004/2005 привернув увагу до 20-річного футболіста й тепер уже довелося команді з Кельна викуповувати трансфер Патріка Гельмеса за 200 000 євро.

## Статистика
| Клуб                 | Сезон   | Ліга | Ліга | Кубок | Кубок | Кубок Ліги | Кубок Ліги | Єврокубки | Єврокубки | Разом | Разом |
| Клуб                 | Сезон   | Ігри | Голи | Ігри  | Голи  | Ігри       | Голи       | Ігри      | Голи      | Ігри  | Голи  |
| -------------------- | ------- | ---- | ---- | ----- | ----- | ---------- | ---------- | --------- | --------- | ----- | ----- |
| «Спортфройнде Зіґен» | 2003/04 | 17   | 1    | 1     | 0     | -          | -          | -         | -         | 18    | 1     |
| «Спортфройнде Зіґен» | 2004/05 | 34   | 21   | -     | -     | -          | -          | -         | -         | 34    | 21    |
| Разом                |         | 51   | 22   | 1     | 0     | —          | —          | —         | —         | 52    | 22    |
| «1 ФК Кельн»         | 2005/06 | 13   | 4    | -     | -     | -          | -          | 0         | 0         | 13    | 4     |
| «1 ФК Кельн»         | 2006/07 | 19   | 14   | 1     | 0     | -          | -          |           |           | 20    | 14    |
| «1 ФК Кельн»         | 2007/08 | 33   | 17   | 1     | 0     | -          | -          | -         | -         | 34    | 17    |
| Разом                |         | 65   | 35   | 2     | 0     | —          | —          | —         | -         | 67    | 35    |
| «Баєр» (Леверкузен)  | 2008/09 | 34   | 21   | 6     | 3     | -          | -          | -         | -         | 40    | 24    |
| «Баєр» (Леверкузен)  | 2009/10 | 12   | 2    | -     | -     | -          | -          | -         | -         | 12    | 2     |
| «Баєр» (Леверкузен)  | 2010/11 | 11   | 5    | 1     | 3     | -          | -          | 7         | 4         | 19    | 12    |
| Разом                |         | 57   | 28   | 7     | 6     | —          | —          | 7         | 4         | 71    | 38    |
| Всього за кар'єру    |         | 173  | 85   | 10    | 6     | —          | —          | 7         | 4         | 190   | 95    |